# Ґандгарви

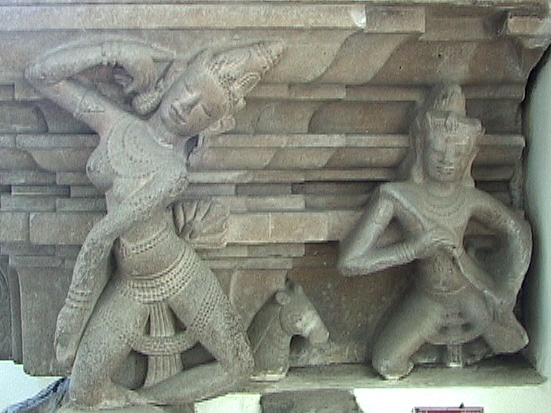
Гандгарва (праворуч) з Апсарою, X століття, Чам, В'єтнам

Ґандгарви (санскр. गन्धर्व, gandharva IAST, «запашний») — клас напівбогів в індуїзмі. Ґандгарви описуються в «Магабгараті», «Рамаяні» і Пуранах як чоловіки або коханці апсар, як співаки і музиканти, які тішать девів. Ґандгарви дали назву староіндійській теорії музики («Ґандгарва-веда») і одному з видів шлюбу (шлюб ґандгарва — добровільний союз дівчини й хлопця без схвалення батьків). В епосі вони також виступають і як воїни, озброєні луками, які іноді можуть бути ворожі людям.
Ця міфологія можливо сходить до загальноіндоєвропейської епохи, про що свідчать паралелі в міфологіях інших індоєвропейських народів (наприклад, памірські жіндури, грецькі кентаври). У «Рігведі» згадується тільки один ґандгарва — хранитель соми, іноді ототожнюється з сомою, чоловік "жінки вод" (апсари); від нього і апсар народжуються першопредки людей — близнюки Яма і Ямі. Ґандгарва перебуває у верхньому небі, асоціюється з сонцем і сонячним світлом. Іноді він виступає як демон, ворожий Індрі. У «Атхарваведі» число ґандгарвів дається як декількох тисяч, вони — шкідливі духи повітря, лісів та вод. У «Шатапатха-брахмані» ґандгарви викрадають у богів сому, але змушені повернути її, спокушені богинею Вач.
Різна трактується походження ґандгарвів: згідно з «Вішну-пураною», вони виникли з тіла Брахми, коли одного разу він співав; «Харівамша» називає їх батьком — онука Брахми ріші Кашьяпу, а їх матерями — дочок Дакші (Муні, Прадху, Капіла і Арішта). Пурани та епос згадують багатьох царів ґандгарвів, серед яких найзначніші Чітраратха, Сурьяварчас, Вішвавасу і ріші Нарада. Також часто згадуються ґандгарви Тумбуру і Чітрасена. Під час царювання Вішвавасу, за пуранами, виникла ворожнеча між ґандгарвами і нагами: спочатку ґандгарви проникли в підземне царство нагів і відняли у них їхні скарби, потім нагам за допомогою Вішну вдалося прогнати ґандгарвів і повернути свої багатства.
Велику роль у міфології ґандгарвів грають коні. Ґандгарви возять бога Куберу, будучи при цьому наполовину кіньми, наполовину птахами. Царі ґандгарвів наводять як подарунків коней; в епосі часто говориться про країну ґандгарвів (Ґандгарва-Дешан), що славиться кіньми. Ця місцевість ототожнюється багатьма істориками з Ґандгари (Ґандгара-Дешан), яка була прославленим центром конярства.
Є ґандгарви жіночого роду — красиві й гармонійні ґандгарви, очолювані абстрактною Ґандгарвою або прародителькою коней.